# Campoo de Yuso
Campoo de Yuso («yuso» en castellano antiguo significa «abajo»; del latín deorsum) es un municipio situado en la comunidad autónoma de Cantabria (España), en la comarca de Campoo-Los Valles. Sus límites son: al norte con Santiurde de Reinosa, San Miguel de Aguayo y Luena, al oeste con Campoo de Enmedio, al sur con Las Rozas de Valdearroyo y el embalse del Ebro, y al este con la provincia de Burgos (Castilla y León).
Su nombre hace referencia a que conforma la parte más baja del valle de Campoo, compuesto por este municipio, así como por Campoo de Enmedio en la parte central del valle y la Hermandad de Campoo de Suso en la parte más alta.
Entre las atracciones de las que dispone el municipio destaca el mencionado embalse del Ebro, lugar de práctica de deportes acuáticos, de observación de su fauna y sede del balneario de Corconte, donde se embotella agua. La Península de la Lastra, en el centro del embalse, es otro de los atractivos del municipio.

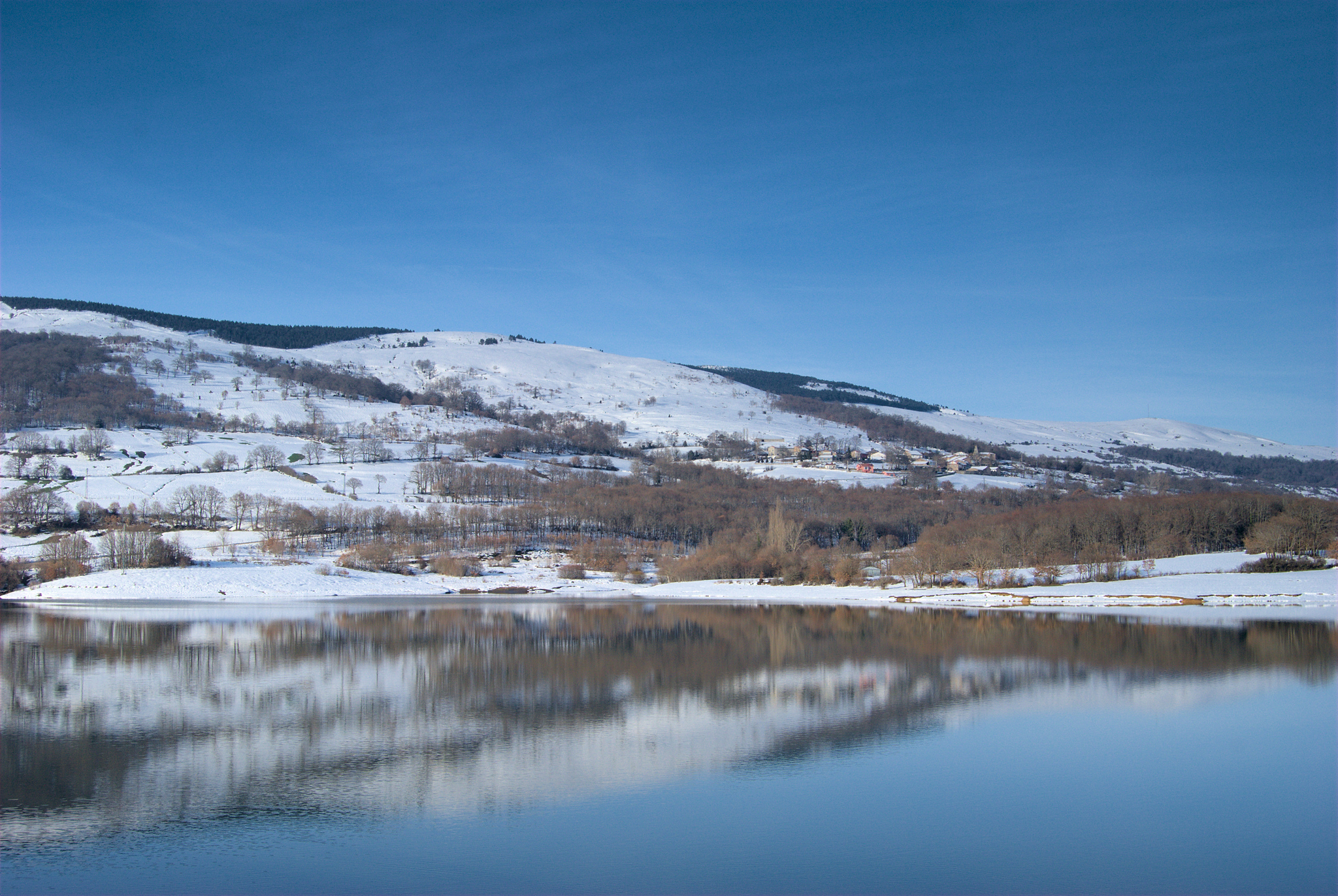
Embalse del Ebro después de una nevada.

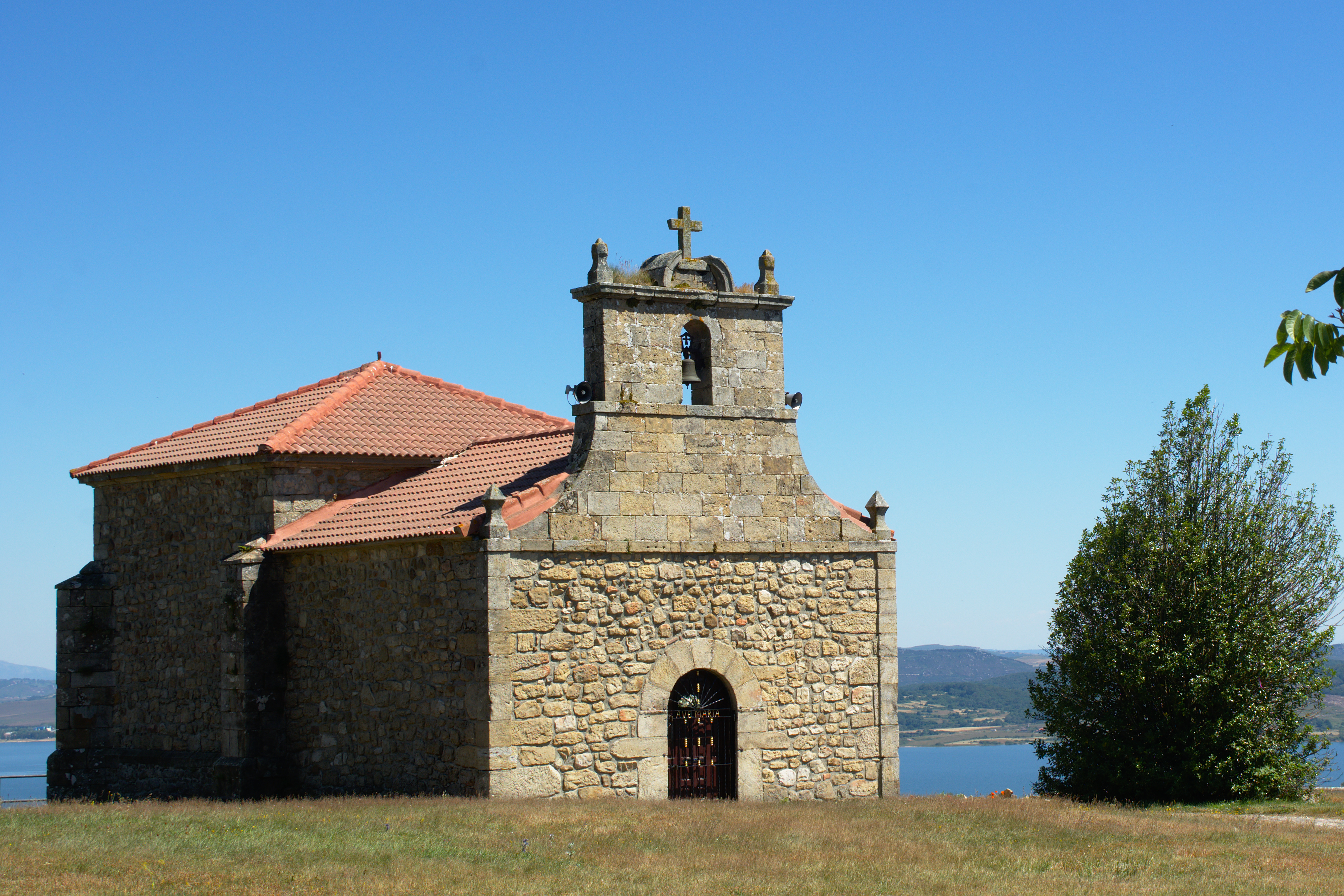
Ermita de la Virgen de las Nieves, patrona del municipio.

En cuanto al patrimonio histórico, destaca el yacimiento arqueológico del campamento romano de El Cincho, construido durante las guerras cántabras por los romanos para controlar el paso sobre el río Ebro.

## Geografía
El municipio se sitúa en la orilla norte del embalse del Ebro, siendo este el elemento que más caracteriza su paisaje, junto con los amplios pastizales de las orillas del embalse, y los bosques, sobre todo de roble, que se encuentran en las zonas más altas del municipio.
| Noroeste: Santiurde de Reinosa | Norte: San Miguel de Aguayo                    | Nordeste: Luena                        |
| Oeste: Campoo de Enmedio       |                                                | Este: Valle de Valdebezana (Burgos)    |
| Suroeste: Campoo de Enmedio    | Sur: Las Rozas de Valdearroyo y Arija (Burgos) | Sureste: Valle de Valdebezana (Burgos) |

### Clima
Al igual que el resto de la comarca de Campoo-Los Valles, el municipio tiene un clima con muchos contrastes. Los inviernos son fríos, con frecuentes heladas desde diciembre hasta abril y nevadas abundantes. Los veranos suelen ser calurosos por el día, debido al clima continental, pero frescos por la noche debido a la altura del municipio, que se encuentra alrededor de los 900 m s. n. m.
La temperatura media anual es 9,9 °C y una oscilación térmica por debajo de los 15 °C. En verano la temperatura media está en 19,0 °C, mientras que en invierno el termómetro baja hasta los 9,7 °C. En cuanto a las precipitaciones, la media anual es de 1 465 mm, siendo noviembre el mes más lluvioso y julio el más seco.
Campoo de Yuso tiene un clima clasificado como mediterráneo templado fresco según la clasificación agroclimática de Papadakis ya que cuenta con un invierno tipo "av" (avena), verano tipo "t" (triticum), un régimen de humedad "Me" (mediterráneo seco) y régimen térmico "Pa" (patagoniano).
En base de los datos de la estación meteorológica situada en Arroyo (Las Rozas de Valdearroyo), a 6 kilómetros de distancia y con la serie de datos más completa del entorno, los parámetros climáticos promedio aproximados de la zona son los siguientes:
| Parámetros climáticos promedio de Arroyo (Las Rozas de Valdearroyo)                                                      | Parámetros climáticos promedio de Arroyo (Las Rozas de Valdearroyo) | Parámetros climáticos promedio de Arroyo (Las Rozas de Valdearroyo) | Parámetros climáticos promedio de Arroyo (Las Rozas de Valdearroyo) | Parámetros climáticos promedio de Arroyo (Las Rozas de Valdearroyo) | Parámetros climáticos promedio de Arroyo (Las Rozas de Valdearroyo) | Parámetros climáticos promedio de Arroyo (Las Rozas de Valdearroyo) | Parámetros climáticos promedio de Arroyo (Las Rozas de Valdearroyo) | Parámetros climáticos promedio de Arroyo (Las Rozas de Valdearroyo) | Parámetros climáticos promedio de Arroyo (Las Rozas de Valdearroyo) | Parámetros climáticos promedio de Arroyo (Las Rozas de Valdearroyo) | Parámetros climáticos promedio de Arroyo (Las Rozas de Valdearroyo) | Parámetros climáticos promedio de Arroyo (Las Rozas de Valdearroyo) | Parámetros climáticos promedio de Arroyo (Las Rozas de Valdearroyo) |
| Mes | Ene.                                                                | Feb.                                                                | Mar.                                                                | Abr.                                                                | May.                                                                | Jun.                                                                | Jul.                                                                | Ago.                                                                | Sep.                                                                | Oct.                                                                | Nov.                                                                | Dic.                                                                | Anual                                                               |
| --- | ------------------------------------------------------------------- | ------------------------------------------------------------------- | ------------------------------------------------------------------- | ------------------------------------------------------------------- | ------------------------------------------------------------------- | ------------------------------------------------------------------- | ------------------------------------------------------------------- | ------------------------------------------------------------------- | ------------------------------------------------------------------- | ------------------------------------------------------------------- | ------------------------------------------------------------------- | ------------------------------------------------------------------- | ------------------------------------------------------------------- |
| Temp. máx. media (°C) | 13.00                                                               | 13.90                                                               | 18.70                                                               | 21.50                                                               | 26.00                                                               | 29.40                                                               | 32.00                                                               | 32.30                                                               | 28.00                                                               | 23.80                                                               | 17.70                                                               | 14.40                                                               | 33.10                                                               |
| Temp. media (°C) | 3.60                                                                | 4.60                                                                | 6.20                                                                | 7.60                                                                | 10.70                                                               | 14.20                                                               | 17.10                                                               | 17.10                                                               | 14.60                                                               | 11.50                                                               | 6.70                                                                | 4.70                                                                | 9.9                                                                 |
| Temp. mín. media (°C) | -6.60                                                               | -5.80                                                               | -4.80                                                               | -2.00                                                               | -0.30                                                               | 2.60                                                                | 5.40                                                                | 6.20                                                                | 2.50                                                                | 0.50                                                                | -2.90                                                               | -5.30                                                               | -8.30                                                               |
| Precipitación total (mm)                                                                                                 | 98.10                                                               | 96.40                                                               | 79.50                                                               | 94.90                                                               | 84.10                                                               | 56.00                                                               | 29.60                                                               | 30.20                                                               | 53.50                                                               | 93.00                                                               | 123.20                                                              | 107.90                                                              | 946.4                                                               |
| Fuente: Ministerio de Agricultura, Pesca y Alimentación. Datos de precipitación (1961-2003) y de temperatura (1966-2003) |                                                                     |                                                                     |                                                                     |                                                                     |                                                                     |                                                                     |                                                                     |                                                                     |                                                                     |                                                                     |                                                                     |                                                                     |                                                                     |

## Demografía
Campoo de Yuso cuenta con una población de 673 habitantes (INE 2024).
| Gráfica de evolución demográfica de Campoo de Yuso entre 1842 y 2021 |
| |
| Población de derecho según los censos de población del INE Población de hecho según los censos de población del INEEntre el censo de 1877 y el anterior, disminuye el término del municipio porque independiza a Las Rozas |

En cuanto a la demografía hay que decir que Campoo de Yuso sigue la tónica general de los demás municipios de la comarca campurriana. El sustento de la población local se basaba en la agricultura y ganadería hasta la construcción del embalse del Ebro (1947), que anegó gran parte de los pastizales dedicados a estas labores, hecho que influyó determinantemente en la emigración de la población hacia otras zonas de Cantabria. El hecho de ser uno de los municipios más extensos de Cantabria, pero por el contrario tener una población muy pequeña (673 habitantes censados) provoca que Campoo de Yuso tenga una densidad de población muy baja. 
En la tabla siguiente se aprecia cómo desde principios del siglo XX la población en el municipio fue en aumento progresivamente hasta los años 50, cuando se llegaron a superar con creces los 2000 habitantes. A partir de ese momento, que coincide con la anegación del embalse del Ebro la población comenzó a caer de forma acelerada, hasta el punto de que solo en dos décadas el municipio perdió a la mitad de su población. En los años 80 la caída se estancó y siguió desde entonces un descenso pero a ritmos mucho más lentos hasta llegar a la actualidad donde se rondan los 700 habitantes, una cifra muy baja teniendo en cuenta la extensión del municipio y la gran cantidad de localidades que lo forman. 

### Transporte y comunicaciones

#### Red viaria
La carretera autonómica de la Red Básica CA-171 recorre el municipio de oeste a este y desde ella parte una serie de carreteras de la Red Local que sirven de acceso a las distintas poblaciones del término municipal.
Según lo anterior, la siguiente carretera de la Red Básica de Carreteras de Cantabria discurre por el término municipal:
- CA-171: Reinosa - Corconte, desde el punto kilométrico 3,5 hasta el final en el límite provincial con Burgos.

También discurren la siguiente carretera de la Red Local de Carreteras de Cantabria:
- CA-721: acceso a Villapaderne
- CA-722: acceso a Quintana
- CA-723: acceso a Bustamante
- CA-724: acceso a Servillejas
- CA-725: acceso a Servillas
- CA-726: acceso a Lanchares
- CA-727: acceso a La Riva
- CA-925: puente antiguo de La Población

#### Autobús
Campoo de Yuso está comunicado con Reinosa  por medio de la siguiente línea de autobuses que circula por las carreteras CA-171 y CA-723:
- Mavi Muñoz: Reinosa - Cabañas de Virtus - Arija.

#### Transporte aéreo
Durante la Guerra Civil, se construyó un aeródromo en unos terrenos cercanos a Orzales. Esta instalación, de uso militar, quedó sumergida por las aguas del embalse del Ebro.

### Economía
A pesar de que el sector primario sigue teniendo peso en el municipio, en los últimos años la población ha ido basculando hacia otros sectores, especialmente el turismo, sobre todo en lo referente al alojamiento rural y en verano a las actividades deportivas que se realizan en el embalse del Ebro. Además, parte de la población del municipio, a pesar de residir en él, trabaja en la próxima ciudad de Reinosa. A pesar de esto, el sector primario, sobre todo la ganadería, sigue teniendo bastante presencia en Campoo de Yuso. El ganado vacuno y caballar dedicado a la producción cárnica es el más abundante en el municipio. 

## Administración y política

### Gobierno municipal
Eduardo Ortiz García (PRC) es el actual alcalde del municipio.
El municipio tiene un voto claramente vinculado al PRC, como ocurre en otros municipios rurales de Cantabria.
| Periodo   | Nombre                   | Partido | Partido                                 |
| --------- | ------------------------ | ------- | --------------------------------------- |
| 1995-1999 | Antonino Gómez Fernández |         | Partido Popular (PP)                    |
| 1999-2023 | Eduardo Ortiz García     |         | Partido Regionalista de Cantabria (PRC) |

| Partido político                         | 2023  | 2023  | 2023       | 2019  | 2019  | 2019       | 2015  | 2015  | 2015       | 2011  | 2011  | 2011       | 2007  | 2007  | 2007       | 2003  | 2003  | 2003       |
| Partido político                         | Votos | %     | Concejales | Votos | %     | Concejales | Votos | %     | Concejales | Votos | %     | Concejales | Votos | %     | Concejales | Votos | %     | Concejales |
| Partido Popular (PP)                     | 185   | 43,42 | 3          | 198   | 47,25 | 3          | 162   | 38,03 | 3          | 187   | 39,37 | 3          | 219   | 42,61 | 3          | 164   | 29,23 | 2          |
| Partido Regionalista de Cantabria (PRC)  | 162   | 38,02 | 3          | 216   | 51,55 | 4          | 218   | 51,17 | 4          | 275   | 57,89 | 4          | 293   | 57,00 | 4          | 336   | 59,89 | 5          |
| Agrupación Electoral por Yuso            | 74    | 17,37 | 1          | —     | —     | —          | —     | —     | —          | —     | —     | —          | —     | —     | —          | —     | —     | —          |
| Partido Socialista Obrero Español (PSOE) | —     | —     | —          | —     | —     | —          | 45    | 10,56 | 0          | 0     | 0     | 0          | —     | —     | —          | 56    | 9,98  | 0          |

### Organización territorial
La mayoría de los núcleos de población del municipio se sitúan a orillas del embalse del Ebro, aunque algunos se encuentran hacia el interior, pero nunca muy lejos de la orilla. Solo tres de las localidades superan por poco los 100 habitantes, estando el resto por debajo de los 50 en la mayoría de los casos e incluso con algunos núcleos que no llegan ni a alcanzar los 20 habitantes, lo que refleja el despoblamiento que sufre municipio. Muchas de estas localidades fueron inundadas parcialmente por las aguas del embalse del Ebro cuando este se construyó.
Los 673 habitantes (2024) se distribuyen en:
- Bustamante, 39 hab.
- Corconte, 40 hab.
- La Costana (Capital), 44 hab.
- Lanchares, 104 hab.
- Monegro, 55 hab.
- Orzales, 113 hab.
- La Población, 130 hab.
- Quintana, 7 hab.
- Quintanamanil, 11 hab.
- La Riva, 44 hab.
- Servillas, 33 hab.
- Servillejas, 13 hab.
- Villapaderne, 21 hab.
- Villasuso, 61 hab.

### Justicia
El municipio pertenece al partido judicial de Reinosa (partido judicial n.º 5 de Cantabria).
En septiembre de 2017, el Tribunal Superior de Justicia de Cantabria nombra como jueces de paz titular y sustituta de Campoo de Yuso a Jesús Moreno Sainz y Carolina Ramos Fernández respectivamente.

## Cultura

### Patrimonio
Dos son los bienes de interés cultural de este municipio:
- Torre de los Bustamante, en La Costana, monumento
- Campamento romano de El Cincho, en La Población, zona arqueológica

Además de esto, el municipio cuenta con buenos ejemplos de arquitectura cántabra, con casas de piedra, especialmente en los pueblos no afectados por la inundación del embalse. Además cuenta con varias iglesias, entre las que destaca la ermita de la Virgen de las Nieves, patrona del municipio y que por su situación elevada cuenta con impresionantes panorámicas del municipio y del embalse del Ebro.

### Deporte
Senderos de montaña
En el término municipal de Campoo de Yuso se pueden recorrer los siguientes senderos homologados por la Federación Cántabra de Deportes de Montaña y Escalada:
- PR-S 32 Ruta del vallejo Rucándano[12] con inicio y final en Lanchares.
- PR-S 78 Sendero embalse del Ebro-Ramal norte[13] con inicio en Orzales y final en Corconte.